# Metal Gear Survive
Metal Gear Survive (メタルギアサヴァイヴ?, Metaru Gia Savaivu) è un videogioco d'avventura dinamica con elementi stealth sviluppato e pubblicato da Konami per PlayStation 4, Xbox One e Microsoft Windows nel 2018. Si tratta di uno spin-off della serie Metal Gear e si svolge in un universo parallelo tra gli eventi di Metal Gear Solid V: Ground Zeroes (2014) e quelli di Metal Gear Solid V: The Phantom Pain (2015).
Metal Gear Survive è il primo capitolo non supervisionato dal creatore della serie, il game designer Hideo Kojima (che dopo l'uscita di The Phantom Pain è stato licenziato da Konami insieme ad alcuni membri del suo team di sviluppo, Kojima Productions), ma è stato realizzato dagli stessi sviluppatori di The Phantom Pain.

## Trama
(didascalia all'inizio del gioco)
Dopo l'attacco della XOF, i superstiti della Mother Base raccolgono in mare i loro compagni caduti. Mentre i corpi vengono disposti nelle bare, un uomo che si fa chiamare «Goodluck» cerca fra le vittime una persona che conosce e, dopo averla trovata, le chiede perdono per quello che sta per fare. Diversi giorni prima quella persona, chiamata «il Capitano» (il cui sesso e aspetto vengono decisi dal giocatore), aveva difeso Big Boss e Miller durante l'attacco della XOF, coprendoli durante la loro fuga. Tuttavia, appena i due leader avevano abbandonato la Mother Base, un misterioso wormhole si era aperto proprio sopra la base, risucchiando vari soldati tra cui Seth, il partner in combattimento del Capitano.
Trascorrono sei mesi. Goodluck ha fatto trasportare il corpo del Capitano presso la Sezione Wardenclyffe (un'organizzazione che prende nome da un progetto di Tesla) dove, parlando con il suo collega Gruen, spiega che quello che ha fatto portare è un soldato già infetto e che proprio per questo è il soggetto più indicato per una missione nel mondo oltre i wormhole, chiamato Dite. Il Capitano, difatti, aveva perso il braccio sinistro, tranciato dalla chiusura del wormhole mentre cercava di trattenere Seth, ma grazie all'infezione il suo braccio si è rigenerato. Egli viene quindi inviato a Dite, dove riceve indicazioni via radio da Goodluck, che lo guida verso il campo base dove si trovano i resti della Mother Base. Durante il tragitto, dovendo attraversare un edificio, incontra Reeve, un soldato della XOF tra i pochi sopravvissuti fra coloro che sono stati ingoiati dal wormhole sopra la Mother Base. I due vengono attaccati da un'orda di Vaganti, ovvero persone infette che hanno assunto un aspetto mostruoso, e Reeve aiuta il Capitano a salvarsi. Giunti al campo base, dopo che Goodluck ha convinto Reeve a collaborare col Capitano, questi deve portare avanti la missione affidatagli, che consiste nel recuperare i dati raccolti dai Corpi di Caronte (un team inviato in precedenza e ormai disperso) e i loro eventuali sopravvissuti, e nell'ottenere energia Kuban, una preziosa forma energetica che può essere estratta dai Vaganti. Il collegamento con Goodluck si interrompe, ma nella base è presente Virgil AT-9, un'intelligenza artificiale che da quel momento assiste il Capitano nella sua missione. Virgil lo informa che su Dite, oltre ai Vaganti, è presente la Polvere, una nebbia tossica che ricopre gran parte di quel pianeta in rovina.
Il Capitano trova a Dite anche persone giunte attraverso altri wormhole e li conduce al campo base. Tra questi vi sono Miranda, un'infermiera, Chris, un bambino esperto di computer che per muoversi ha bisogno di una sedia a rotelle, e Nicholas, un poliziotto. Durante le ricognizioni il Capitano si imbatte inoltre in un enorme mostro, il Signore della Polvere, che ha già ucciso vari membri dei Corpi di Caronte. Sebbene la missione sembri procedere con successo, il gruppo non viene più contattato da Goodluck, bensì da Gruen, che rivela come Goodluck stesse agendo senza l'autorizzazione della Sezione. In una successiva chiamata, mentre il gruppo sta attivando un wormhole per tornare a casa, Gruen afferma che Goodluck si è suicidato, e insiste perché la potenza del wormhole venga spinta al massimo. Nonostante le contrarietà di Virgil, il gruppo segue le sue istruzioni, ma ciò fa avvicinare il Signore della Polvere, che distrugge la base e per poco non attraversa il wormhole insieme al gruppo. Tuttavia, dall'altra parte del wormhole il gruppo scopre di non essere tornato al proprio mondo, ma di trovarsi ancora a Dite, vicino ai resti di una piattaforma dei Diamond Dogs (che non erano ancora stati fondati nell'epoca da cui proviene il Capitano). Nello stesso momento giunge loro una chiamata registrata di Goodluck, il quale spiega che sono finiti lì per sua scelta, affinché recuperino una potente arma che si trova nell'area e che permetterà di distruggere il Signore della Polvere. Virgil comprende che Gruen voleva catturare il Signore della Polvere per utilizzarlo come fonte di energia e che Goodluck sapeva come ciò avrebbe potuto mettere in pericolo l'umanità e per questo motivo ha chiesto al gruppo di distruggere quel mostro.
Inoltrandosi nella zona il Capitano ritrova il suo vecchio partner, Seth, e lo salva mettendo in fuga un individuo che gli stava puntando contro un fucile. Seth spiega che quell'individuo era Dan, un membro dei Corpi di Caronte che secondo Seth avrebbe ucciso gli altri membri dopo aver perso il lume della ragione. Poi Seth conferma che in mezzo alla foresta si trova una potente arma trovata dai Corpi di Caronte: il Sahelanthropus. Quando il Capitano raggiunge il Sahelanthropus, che è ridotto quasi a un rottame, Dan compare di nuovo puntandogli contro il fucile, ma nega di aver ucciso gli altri membri e anzi accusa Seth. Poco dopo, Seth fugge prendendo Chris come ostaggio, rivelando di essere un infetto la cui mente è stata manipolata dalla Polvere. Egli spiega che la Polvere è costituita da nanomacchine inventate dagli uomini e poi evolutesi autonomamente, acquisendo la capacità di colonizzare ogni forma di vita. Il Capitano sconfigge Seth in combattimento, ma Virgil si rende conto che anche il Capitano è infetto e che potrà salvarsi solo se il Signore della Polvere, che è all'origine di tutta la Polvere, verrà distrutto per tempo. Virgil rivela inoltre che Dite non è un mondo differente, bensì la Terra del XXII secolo, devastata dal Signore della Polvere, il quale ha utilizzato i wormhole per viaggiare nel passato e distruggere il mondo numerose volte alla continua ricerca di fonti da assimilare.
Il gruppo attira il Signore della Polvere al campo base e lo blocca usando le lame di archaea del Sahelanthropus. Avendo aperto nel frattempo un wormhole per il ritorno a casa, il Capitano vi fa entrare Chris, ma il resto del gruppo rimane al campo per eliminare il Signore della Polvere. Nel bel mezzo della battaglia giunge un'ultima registrazione di Goodluck, che rivela di essere Chris, arrivato attraverso il wormhole nel 1943. Da allora egli ha trascorso trent'anni alla Sezione Wardenclyffe e ora affida il futuro dell'umanità ai suoi vecchi amici, perché eliminino il Signore della Polvere. Questi alla fine viene distrutto con la railgun del Sahelanthropus e grazie a un gesto eroico di Virgil, che si fa ingoiare dal mostro. L'operazione ha dunque successo e Virgil riesce a sorpresa a salvarsi, tuttavia il gruppo non è potuto tornare al proprio mondo. Nel presente, Goodluck parla con Gruen, ammettendo che è stata sua la colpa per il wormhole apparso sulla Mother Base. Rimasto solo, Goodluck dice fra sé che la storia è cambiata e che ora tocca a lui continuare a combattere per tirare fuori i suoi vecchi amici da Dite e per evitare che il mondo venga di nuovo devastato da una tecnologia fuori controllo.

## Modalità di gioco
In Metal Gear Survive il giocatore deve per prima cosa creare il proprio personaggio scegliendone l'aspetto fisico. Il personaggio controllato dal giocatore è il Capitano, che viene guidato attraverso il mondo di gioco tramite una visuale in terza persona liberamente orientabile. Il primo obiettivo da raggiungere è garantire la sopravvivenza del Capitano: la sua energia vitale e la sua resistenza sono influenzate rispettivamente dai suoi livelli di fame e di sete, che sono costantemente mostrati dall'interfaccia, perciò è necessario controllarli regolarmente e cercare di mantenerli alti mangiando e bevendo. Trascurare questi indicatori comporta una perdita di efficienza del proprio personaggio, che inizierà ad accusare sintomi come la vista annebbiata, e ne determina infine la morte. Per soddisfare questi bisogni si deve recuperare acqua, cibo e ogni altro tipo di risorse (come legno, ferro e altri materiali) presenti nell'area di gioco, indispensabili per costruire armi, oggetti, equipaggiamenti da indossare e medicinali. Inizialmente la qualità di ciò che si crea è bassa, ma man mano che si procede nel gioco e si accumulano risorse diventa possibile costruire armi sempre più avanzate. La necessità di fabbricarsi armi e strumenti di difesa è dettata dal fatto che nel mondo di gioco sono presenti molti esseri ostili, chiamati Vaganti, che attaccano il Capitano quando ne scoprono la presenza. Il giocatore può decidere di evitare di attaccare queste creature, procedendo furtivamente senza farsi vedere né sentire, ma ci sono situazioni in cui lo scontro diretto è inevitabile. Dai corpi dei Vaganti uccisi si ricava una risorsa particolare, chiamata energia Kuban, utile per far apprendere al proprio personaggio nuove abilità (come nuove mosse di combattimento) o per aumentarne le capacità (per esempio una maggiore resistenza).
In Metal Gear Survive, per far progredire la storia, il giocatore è chiamato a svolgere missioni che possono essere classificate in due gruppi: missioni di recupero e missioni in stile tower defense. Nel primo caso, l'obiettivo è raggiungere una certa zona della mappa per recuperare una scheda di memoria o una persona sopravvissuta, mentre nel secondo caso si devono difendere dei macchinari per la generazione di wormhole dalle ondate di Vaganti. Il luogo da raggiungere per svolgere una missione è segnato sulla mappa, ma spesso ci si imbatte in aree ricoperte da una specie di nebbia, detta polvere, che impedisce di visualizzare il punto esatto in cui dirigersi, perciò può capitare di vagare anche a lungo prima di arrivare a destinazione. Ciò non rappresenta solo una perdita di tempo: nelle zone cosparse di polvere l'aria non è respirabile e serve una bombola d'ossigeno; oltre agli indicatori di fame e di sete, quindi, è ora necessario fare attenzione anche al livello di ossigeno, che può essere ripristinato tramite l'energia Kuban.

## Sviluppo
Metal Gear Survive è stato annunciato ufficialmente da Konami il 17 agosto 2016 in occasione della Gamescom, durante la quale ha mostrato un trailer del gioco e ha comunicato che sarà messo in vendita a prezzo ridotto nel 2017 per PlayStation 4, Xbox One e Microsoft Windows. Era però noto già dal dicembre 2015 che la software house giapponese avesse intenzione di creare un nuovo capitolo della serie Metal Gear: infatti, dopo lo scioglimento di Kojima Productions, Konami annunciò di essere alla ricerca di personale per lo sviluppo di «un nuovo Metal Gear». Il filmato di presentazione è stato accompagnato da un comunicato di Tomotada Tashiro, presidente europeo di Konami Digital Entertainment, che ha fornito alcune informazioni relative alle modalità di gioco e alla trama. Fin da subito queste dichiarazioni non sono state bene accolte dai fan della serie, i quali hanno criticato le scelte fatte da Konami, come per esempio la presenza di zombi. Dalle scene mostrate nel trailer, infatti, sembra che Metal Gear Survive abbia perso la componente stealth su cui si basa l'intera serie e sia diventato un gioco sparatutto. Tuttavia questa non è stata la prima volta in cui il concetto di gioco con gli zombie è stato pensato per la serie: Hideo Kojima ha ammesso il 29 aprile 2013 di aver sempre voluto farne uno durante lo sviluppo di Metal Gear Solid V, e aveva chiesto a Platinum Games di creare un sequel di Metal Gear Rising: Revengeance in cui il protagonista, Gray Fox, combatte contro gli zombie creati dalle nanomacchine.
In risposta alle contestazioni, il community manager di Konami USA Robert Allan Peer ha invitato i fan ad aspettare di conoscere maggiori elementi di gioco prima di giudicare. Pochi giorni dopo, Konami ha affermato che la scelta di realizzare un gioco in cooperativa deriva dalle numerose richieste ricevute al riguardo, mentre la trama non rientra nella storia principale della serie in quanto Metal Gear Survive è uno spin-off che si svolge in una dimensione parallela. In merito alle polemiche circa le modalità di gioco, il brand manager Richard Jones ha assicurato che, a dispetto di quanto visto nel trailer, ci saranno meccaniche stealth che si affiancano alla modalità cooperativa. Konami ha poi fatto sapere che il team di sviluppo del gioco è lo stesso di Metal Gear Solid V: The Phantom Pain, ad eccezione di coloro che hanno lasciato la società insieme a Hideo Kojima (come l'artista Yoji Shinkawa e il producer Kenichiro Imaizumi), senza però rivelare chi sia il nuovo game director, ed ha confermato che il motore grafico del gioco è il Fox Engine.
Rispondendo alle domande dei fan, Konami ha svelato su Reddit ulteriori dettagli sulle modalità di gioco: la cooperazione sarà importante per completare le missioni più difficili, perché per esempio consente di costruire equipaggiamenti più potenti e di affrontare le ondate di nemici che verranno all'attacco, ma per sopravvivere è anche necessario nascondersi e trovare materiali per costruire nuove armi, equipaggiamenti ed accampamenti; una differenza con The Phantom Pain sta nel fatto che i nemici non sono umani ed hanno quindi abilità e comportamenti differenti. Konami ha poi fatto sapere che nel gioco sono presenti armi molto diverse fra loro, dando la possibilità di scegliere e personalizzare quelle che più si adattano al proprio stile.
In un'intervista della rivista giapponese PlayStation Dengeki, uno degli sviluppatori di Metal Gear Survive ha confermato molte delle informazioni note fino ad ora, aggiungendo che il personaggio principale del gioco (che potrà essere personalizzato) è un soldato della Mother Base, e che nella modalità multiplayer potranno collaborare fino a quattro giocatori, ciò che renderà più facile affrontare le ondate di nemici rispetto alla modalità a giocatore singolo.
Il 17 settembre 2016, in occasione del Tokyo Game Show, Konami ha mostrato il primo video incentrato sul gameplay, dal quale è risultato evidente che le animazioni dei personaggi e la mappa di gioco sono molto simili a quelle di The Phantom Pain. I fan della serie, già arrabbiati per le precedenti rivelazioni, hanno espresso il loro disappunto riempiendo di «Non mi piace» il video caricato su YouTube. Anche Hideo Kojima, che si trovava alla fiera di videogiochi per parlare di Death Stranding, ha preso le distanze da Metal Gear Survive, affermando che «l'idea di realizzare un gioco come Metal Gear Survive non viene da me, i temi centrali dei giochi Metal Gear sono generalmente spionaggio e politica [...]. È difficile per me capire come mettere in relazione le tematiche che ho appena detto con gli zombie». Anche Yoji Shinkawa ha dichiarato di non essere coinvolto nel gioco.
All'E3 2017, diversamente da quanto annunciato in precedenza, Konami ha comunicato di aver posticipato la data d'uscita del videogioco, prevista adesso per i primi mesi del 2018, allo scopo di rifinire gli ultimi dettagli. Nell'ottobre 2017, Konami annuncia la data di uscita di Survive, fissata per il 22 febbraio 2018, e rivela che per giocare è necessaria una connessione a Internet anche in modalità giocatore singolo. Qualche mese più tardi, a gennaio 2018, Konami spiega che questa scelta permette un passaggio tra single player e multiplayer senza interruzioni, e consente l'aggiunta costante di nuovi contenuti.
Dal 18 al 21 gennaio 2018 è stata resa disponibile, su PlayStation 4 e Xbox One (ma non su PC), la versione beta del gioco, la quale consentiva di provare la modalità cooperativa. Il 29 dello stesso mese, Konami ha diffuso i requisiti di sistema per PC del videogioco. Una seconda versione beta di Metal Gear Survive, stavolta disponibile anche per PC, è stata resa pubblica dal 16 al 18 febbraio 2018.
Dopo l'uscita del videogioco, il 2 marzo 2018 è stata pubblicata una prima patch per correggere un bug riguardante la connessione ai server da parte di alcuni tipi di router, alla quale ne sono seguite altre due, rispettivamente il 13 marzo e il 4 aprile, che, oltre a risolvere altri bug noti, hanno anche introdotto nuovi tipi di missione e di personalizzazione del personaggio. Dal 10 al 24 aprile si è svolto un evento dedicato a Metal Gear Solid 3: Snake Eater che permetteva di ricevere vari premi ispirati al videogioco, come per esempio l'uniforme mimetica di Naked Snake. Successivamente, dal 31 luglio al 14 agosto 2018, si è svolto un altro evento, stavolta dedicato a Metal Gear Solid 4: Guns of the Patriots.

## Accoglienza

### I pregiudizi antecedenti la pubblicazione
Fin dal suo annuncio, Metal Gear Survive non è stato bene accolto dal pubblico, e anzi è uno dei videogiochi più disprezzati degli ultimi anni. Il primo trailer del gioco ha ricevuto una eclatante reazione negativa, con una quantità di disapprovazione oltre sei volte superiore rispetto alla controparte. Altri video, pubblicati da Konami, hanno subito un destino simile. I motivi di tanta disapprovazione nei confronti di Survive sono molteplici e non riguardano soltanto il gioco in sé, ma vanno ricercati anche negli eventi precedenti al suo annuncio, i quali hanno contribuito ad alimentare un'avversione verso Konami, la società che ha sviluppato il gioco: tale risentimento generale ha fatto nascere pregiudizi su ogni azione compiuta dall'azienda, e pertanto anche Survive ne ha risentito. Ma Survive è stato maggiormente penalizzato perché l'episodio che più di tutti ha fatto insorgere lo sdegno contro Konami è direttamente collegato alla serie cui il gioco appartiene, Metal Gear: si tratta infatti del licenziamento di Hideo Kojima, ossia del creatore della serie stessa.
In seguito a ciò sono nati molti dubbi sul futuro che avrebbe atteso la serie, poiché, senza quel tocco particolare che da sempre contraddistingue Kojima, non sembrava più possibile parlare di un nuovo Metal Gear. Dati questi presupposti, era naturale che il capitolo successivo a The Phantom Pain (l'ultimo a cui ha lavorato Kojima), di qualunque cosa si fosse trattato, sarebbe stato accolto con diffidenza dal pubblico. E il trailer con cui è stato annunciato Survive ha confermato pienamente questi timori: il passaggio dal genere stealth a uno completamente differente, quello survival, e l'aggiunta di zombi, sono sembrati fin da subito incompatibili con lo spirito della serie. Anche la trama sembrava soltanto un pretesto per giustificare l'introduzione degli zombi, e si riteneva che non avesse nient'altro da offrire. Un'altra questione, altrettanto importante, è stata aperta riguardo al micropagamento e al digital rights management: Survive è stato infatti progettato per offrire l'acquisto di contenuti in-game e richiede una connessione ad Internet continua, anche se giocato in singolo, ma è stato assicurato che non si tratta di un gioco «pay to win». Nonostante ciò, il fandom della saga si è inasprito ulteriormente nei confronti del gioco quando è stato reso noto che un solo slot di salvataggio per i personaggi è disponibile, mentre altri tre sono stati messi a pagamento.
La conseguenza è che molti giocatori hanno deciso a priori di giudicare negativamente Survive, senza prendere in considerazione i suoi contenuti effettivi, e ritenendo che questo gioco non dovrebbe semplicemente esistere, in quanto non è stato ideato da Kojima.

### Il giudizio della critica specializzata
| Testata                        | Versione | Giudizio |
| ------------------------------ | -------- | -------- |
| Metacritic (media al 2/6/2021) | PC       | 54/100   |
| Metacritic (media al 2/6/2021) | PS4      | 60/100   |
| Metacritic (media al 2/6/2021) | Xbox One | 62/100   |
| Eurogamer                      | -        | 7/10     |
| EveryEye                       | -        | 7.8/10   |
| IGN                            | -        | 7.7/10   |
| Multiplayer.it                 | -        | 8/10     |
| SpazioGames                    | -        | 7/10     |

La mancanza di oggettività di una simile posizione, seppure legittima, è stata fatta notare da più parti con le seguenti argomentazioni: innanzitutto Konami aveva dichiarato fin da subito che, nonostante l'allontanamento di Kojima, non avrebbe abbandonato uno dei suoi franchise più famosi, considerato anche l'aspetto economico della questione. Inoltre, come affermato dal community manager Graham Day, la software house era convinta che la serie potesse andare avanti anche senza il suo creatore, in quanto «al centro di Metal Gear ci sono la storia ed i personaggi»; Day ha anche ricordato Metal Gear Rising: Revengeance come esempio di quanto detto. In più, per cercare di incontrare il favore degli appassionati della serie, è stato deciso di creare uno spin off, ossia un gioco a sé stante che non si propone come una continuazione della storia ufficiale di Metal Gear pensata da Kojima. Su questo punto è stato anche osservato che i precedenti spin off della serie, nei quali Kojima non era minimamente coinvolto, non hanno ricevuto così tante critiche negative: per esempio, Portable Ops utilizza molti asset provenienti da Snake Eater, ma non per questo il gioco è finito al centro delle polemiche, come invece è accaduto con Survive, accusato di aver riciclato le ambientazioni e i modelli poligonali di The Phantom Pain. Grazie al fatto di essere stato sviluppato dall'ex-team di Kojima, il gioco è inoltre riuscito a mantenere il suo tipico stile narrativo, non manca della componente stealth che da sempre ha contraddistinto la serie, e la trama è apparsa più articolata e interessante di quanto il pubblico avesse immaginato, affrontando alcune delle tematiche caratteristiche di Metal Gear, come i pericoli connessi all'applicazione in ambito militare della tecnologia più avanzata. Infine, anche le polemiche riguardanti gli slot di salvataggio a pagamento si sono rivelate infondate, dal momento che il loro acquisto non è indispensabile per completare il gioco ed è comunque attuabile tramite le monete in game guadagnate durante le partite.
Queste considerazioni sottolineano il trattamento eccessivamente iniquo cui è stato sottoposto Metal Gear Survive: le aspre critiche non sono rivolte al gioco in sé, ma esprimono il forte dissenso per ciò che è avvenuto tra Konami e Kojima, e perciò non tengono conto della vera natura del videogioco. Con un atto di onestà intellettuale, quindi, la critica specializzata ha messo da parte queste idee preconcette e ha giudicato il gioco tenendo conto soltanto di quello che è: uno spin off della serie Metal Gear. Del resto ciò non significa che tutti i pregiudizi sopra esposti siano totalmente falsi, ma solo che vanno adeguatamente ponderati. Dunque Survive presenta effettivamente alcuni dei difetti accennati, come il riutilizzo degli asset di The Phantom Pain, che appare in alcuni punti troppo marcato, quasi sfacciato, il che penalizza il gioco dal punto di vista tecnico. La necessità di una connessione a Internet sempre attiva, anche durante la modalità a giocatore singolo, rende inoltre più lunghi i tempi di avvio del gioco nel caso di connessioni lente, e può causare la perdita di tutti i progressi fatti durante una partita se la connessione è instabile.
Giudizi negativi sono stati dati alla prima parte di Survive, che si configura come un lungo tutorial in cui le varie meccaniche di gioco sono introdotte a piccoli passi, in un modo ritenuto troppo didascalico. Vi è inoltre un'eccessiva ripetitività di situazioni, dovuta alla monotonia delle missioni da svolgere, il cui obiettivo è sempre lo stesso: partire dal campo base, andare alla ricerca di qualcosa, sopravvivere in territorio ostile e tornare indietro. Anche la trama risente di questa impostazione didascalica, procedendo in maniera lineare e senza colpi di scena, e la storia non è raccontata attraverso sequenze filmate, ma tramite delle schermate statiche che rappresentano una conversazione via radio tra i personaggi; questo stile di narrazione, protraendosi per tutta la prima parte del gioco (ossia per circa una ventina di ore), dà una sensazione di «pesantezza» e fa pensare che non si verificheranno ulteriori sviluppi della trama. La seconda parte del gioco invece si rivela più avvincente: la storia si complica con intrighi e tradimenti, andando a toccare anche alcuni temi tipici della serie Metal Gear, e viene raccontata attraverso particolari scene in cui filmati e parti giocate si fondono insieme, catturando l'attenzione del giocatore.
Per quanto riguarda gli aspetti tecnici, il Fox Engine, il motore grafico del gioco, è stato apprezzato per le sue prestazioni, che garantiscono un buon impatto visivo in termini di definizione e qualità delle ambientazioni, considerate piacevoli da vedersi. Vi è una discrepanza di opinioni sul framerate: se per Multiplayer ci sono «sessanta frame al secondo stabili in tutte le situazioni», per Eurogamer il gioco «spesso non raggiunge tale obiettivo», come si può osservare nelle aree più ampie, anche se non si tratta di «nulla di eccessivamente fastidioso». Degni di nota sono anche la colonna sonora, gli effetti audio e il doppiaggio (in inglese e in giapponese) del videogioco. Qualche critica negativa è stata invece mossa verso alcune animazioni «tendenti al ridicolo» e una disarmante intelligenza artificiale dei nemici.
Metal Gear Survive è stato accolto in modo piuttosto tiepido dalla critica specializzata, raggiungendo una media di 60 e 61, su Metacritic, rispettivamente per Xbox One e PlayStation 4. La versione per Microsoft Windows è stata quella più bastonata dalla critica, con un punteggio medio di 54 su Metacritic.

### Vendite
Arrivato alla sesta posizione nella classifica di vendite nel Regno Unito al momento della pubblicazione, Survive ha totalizzato il 15% delle copie rispetto a Metal Gear Rising: Revengeance, e solo il 5% delle copie vendute al debutto da Metal Gear Solid V: The Phantom Pain.
La versione per PlayStation 4 ha venduto 31 359 copie, nella prima settimana di vendita in Giappone, posizionandosi al terzo posto nelle classifiche.
A distanza di poco più di un mese dalla data di uscita, il prezzo di Metal Gear Survive è fortemente calato in America, subendo sconti anche maggiori del 50%, a causa del basso numero di vendite del gioco, i cui utenti attivi sono molto diminuiti rispetto al momento della pubblicazione.